# Lux Vide
Lux Vide è una casa di produzione televisiva e cinematografica italiana.
Ha al suo attivo diverse coproduzioni internazionali come il franchise Le storie della Bibbia e le serie televisive I Medici, Diavoli e Leonardo.

## Storia
Lux Vide è una società fondata nel 1992 dall'ex direttore della Rai Ettore Bernabei, giornalista e produttore italiano, e dalla figlia Matilde.
Dalla sua fondazione nel 1992, Lux Vide ha collaborato con le principali emittenti televisive e con molti distributori internazionali. Tra i più importanti si ricordano CBS, Turner, Lifetime, France Télévisions, Mediaset España, Beta Film, Wildbunch, Netflix e Telefonica Movistar+.
Dal marzo 2022 Fremantle possiede una quota di maggioranza del 70% della società.
Dopo l'acquisizione nel 2022 da parte di Fremantle, il presidente è l'ex dirigente di Sky Italia Andrea Scrosati, l'amministratore delegato è Luca Bernabei. Chief Corporate Officer è Valerio Fiorespino. Matilde Bernabei rimane presidente onorario.

## Serie televisive
Serie TV non più in produzione:
- Uno di noi (1996)
- Dio vede e provvede (1996-1997)
- Lui e lei (1998-1999)
- Questa casa non è un albergo (2000)
- Angelo il custode (2001)
- Nati ieri (2006)
- Ho sposato uno sbirro (2008-2010)
- La dama velata (2015)
- Sotto copertura (2015-2017)
- Non dirlo al mio capo (2016-2018)
- I Medici (2016-2019)
- L'isola di Pietro (2017-2019)
- Diavoli (2020-2022)
- Leonardo (2021)
- Odio il Natale (2022-2023)
- I fantastici 5 (2024)

Serie TV in produzione:
- Don Matteo (dal 2000)
- Un passo dal cielo (dal 2011)
- Che Dio ci aiuti (dal 2011)
- Doc - Nelle tue mani (dal 2020)
- Buongiorno, mamma! (dal 2021)
- Blanca (dal 2021)
- Viola come il mare (dal 2022)

## Miniserie TV e film TV
- Carlo Magno (Charlemagne, le prince à cheval), regia di Clive Donner – miniserie TV (1993)
- Abramo (Abraham), regia di Joseph Sargent – miniserie TV (1993)
- Giacobbe (Jacob), regia di Peter Hall – film TV (1994)
- Genesi: La creazione e il diluvio (Genesis: The Creation and the Flood), regia di Ermanno Olmi – film TV (1994)
- Giuseppe (Joseph), regia di Roger Young – miniserie TV (1995)
- Mosè (Moses), regia di Roger Young – miniserie TV (1995)
- Una bambina di troppo, regia di Damiano Damiani – film TV (1995)
- Sansone e Dalila (Samson and Delilah), regia di Nicolas Roeg – miniserie TV (1996)
- Davide (David), regia di Robert Markowitz – miniserie TV (1997)
- Salomone (Solomon), regia di Roger Young – miniserie TV (1997)
- Fatima, regia di Fabrizio Costa – film TV (1997)
- Il dono di Nicholas (Nicholas' Gift), regia di Robert Markowitz – film TV (1998)
- Geremia il profeta (Jeremiah), regia di Harry Winer – film TV (1998)
- Nuda proprietà vendesi, regia di Enrico Oldoini – film TV (1998)
- Ester (Esther), regia di Raffaele Mertes – film TV (1999)
- Jesus (Jesus), regia di Roger Young – miniserie TV[3] (1999)
- Cristallo di rocca - Una storia di Natale, regia di Maurizio Zaccaro – film TV (1999)
- San Paolo (St. Paul), regia di Roger Young – miniserie TV (2000)
- Giuseppe di Nazareth, regia di Raffaele Mertes – film TV (2000)
- Maria Maddalena, regia di Raffaele Mertes – film TV (2000)
- Lourdes, regia di Lodovico Gasparini – miniserie TV (2000)
- Vola Sciusciù, regia di Joseph Sargent – film TV (2000)
- Padre Pio - Tra cielo e terra, regia di Giulio Base – miniserie TV (2000)
- Giuda, regia di Raffaele Mertes – film TV (2001)
- Crociati, regia di Lodovico Gasparini – miniserie TV (2001)
- La crociera, regia di Enrico Oldoini – miniserie TV (2001)
- Tommaso, regia di Raffaele Mertes – film TV (2001)
- San Giovanni - L'apocalisse (The Apocalypse), regia di Raffaele Mertes – film TV (2002)
- Il bacio di Dracula, regia di Roger Young – miniserie TV (2002)
- Cuore di donna, regia di Franco Bernini – film TV (2002)
- Sant'Antonio di Padova, regia di Umberto Marino – film TV (2002)
- Papa Giovanni - Ioannes XXIII, regia di Giorgio Capitani – miniserie TV (2002)
- Il bambino di Betlemme, regia di Umberto Marino – film TV (2002)
- Maria Goretti, regia di Giulio Base – film TV (2003)
- Augusto - Il primo imperatore (Imperium: Augustus), regia di Roger Young – miniserie TV (2003)
- Madre Teresa, regia di Fabrizio Costa – miniserie TV (2003)
- Soraya, regia di Lodovico Gasparini – miniserie TV (2003)
- Don Bosco, regia di Lodovico Gasparini – miniserie TV (2004)
- Nerone (Imperium: Nero), regia di Paul Marcus – miniserie TV (2004)
- Rita da Cascia, regia di Giorgio Capitani – miniserie TV (2004)
- Callas e Onassis, regia di Giorgio Capitani – miniserie TV (2005)
- San Pietro, regia di Giulio Base – miniserie TV (2005)
- Giovanni Paolo II (Pope John Paul II), regia di John Kent Harrison – miniserie TV (2005)
- Meucci - L'italiano che inventò il telefono, regia di Fabrizio Costa – miniserie TV (2005)
- Edda, regia di Giorgio Capitani – miniserie TV (2005)
- Pompei, regia di Giulio Base – miniserie TV (2007)
- Chiara e Francesco, regia di Fabrizio Costa – miniserie TV (2007)
- Guerra e pace, regia di Robert Dornhelm – miniserie TV (2007)
- Coco Chanel, regia di Christian Duguay – miniserie TV (2008)
- Paolo VI - Il papa nella tempesta, regia di Fabrizio Costa – miniserie TV (2008)
- Enrico Mattei - L'uomo che guardava al futuro, regia di Giorgio Capitani – miniserie TV (2009)
- Pinocchio, regia di Alberto Sironi – miniserie TV (2009)
- Sant'Agostino, regia di Christian Duguay – miniserie TV (2010)
- Preferisco il paradiso, regia di Giacomo Campiotti – miniserie TV (2010)
- Sotto il cielo di Roma, regia di Christian Duguay – miniserie TV (2010)
- Atelier Fontana - Le sorelle della moda, regia di Riccardo Milani – miniserie TV (2011)
- Cenerentola, regia di Christian Duguay – miniserie TV (2011)
- Maria di Nazaret, regia di Giacomo Campiotti – miniserie TV (2012)
- Santa Barbara, regia di Carmine Elia – film TV (2012)
- Le mille e una notte - Aladino e Sherazade, regia di Marco Pontecorvo – miniserie TV (2012)
- Anna Karenina, regia di Christian Duguay – miniserie TV (2013)
- Romeo e Giulietta, regia di Riccardo Donna – miniserie TV (2014)
- La bella e la bestia, regia di Fabrizio Costa – miniserie TV (2014)
- C'era una volta Studio Uno, regia di Riccardo Donna – miniserie TV (2017)

## Altro
Produzioni cinematografiche
- Bianca come il latte, rossa come il sangue, regia di Giacomo Campiotti (2013)
- Fratelli unici, regia di Alessio Maria Federici (2014)
- La Bussola - Il collezionista di stelle, regia di Andrea Soldani (documentario, 2023)

Distribuzioni cinematografiche
- Il mio nome è Thomas, regia di Terence Hill (2018)

Per bambini e ragazzi
- Le straordinarie avventure di Jules Verne (2013)
- Talent High School - Il sogno di Sofia (2012-2013)

Podcast
- Apnea (2022)[4]

## Riconoscimenti
- 1995: Vincitore Emmy Award per la miglior miniserie a Giuseppe e nomination a Ben Kingsley come migliore attore non protagonista
- 2005: Jon Voight nominato miglior attore agli Emmy Awards per Giovanni Paolo II
- 2009: Nomination come miglior miniserie e miglior attrice (Shirley MacLaine) agli Emmy Awards e nomination ai Golden Globe nello stesso anno per Coco Chanel
- 2011: miglior regia al Roma Fiction Fest per Riccardo Milani e miglior attrice non protagonista per Anna Bonaiuto per Atelier Fontana
- 2012: 52º Premio TV: Premio Regia Televisiva nella categoria miglior serie televisiva dell'anno per Don Matteo 8
- 2014: 54º Premio TV: Premio Regia Televisiva nella categoria miglior serie televisiva dell'anno per Don Matteo 9
- 2014: Excellence Award al Roma Fiction Fest consegnato a Lux Vide per il record di ascolti televisivi in Italia
- 2021: DQ Craft Drama Award al C21 International Drama Awards come most innovative global productions dell'anno per Blanca
- 2022: Nastro D'argento come miglior serie dramedy per Doc - Nelle tue mani